# رئيس وزملاء كلية هارفارد
رئيس وزملاء كلية هارفارد أو هارفارد كوربوريشن هو أحد المجلسين الإداريين في جامعة هارفارد، المجلس الآخر هو مجلس كلية هارفارد للمعارضين.

## التاريخ
في عام 1650 وبناءً على طلب من رئيس جامعة هارفارد هنري دونستر أصدرت محكمة ماساتشوستس العامة ميثاق الهيئة، مما جعلها أقدم مؤسسة تجارية في الأمريكيتين؛ أكد دستور كومنولث ماساتشوستس اللاحق أنه على الرغم من التغيير في الحكومة، ستواصل الشركة «امتلاكها واستخدامها وممارستها والتمتع بها» بممتلكاتها وامتيازاتها القانونية. وعلى الرغم من أن المؤسسة التي تحكمها قد نمت لتصبح جامعة هارفارد (والتي تعد كلية هارفارد أحد مكوناتها المتعددة)، إلا أن اللقب الرسمي للشركة يظل رئيس جامعة هارفارد وزملاؤها.

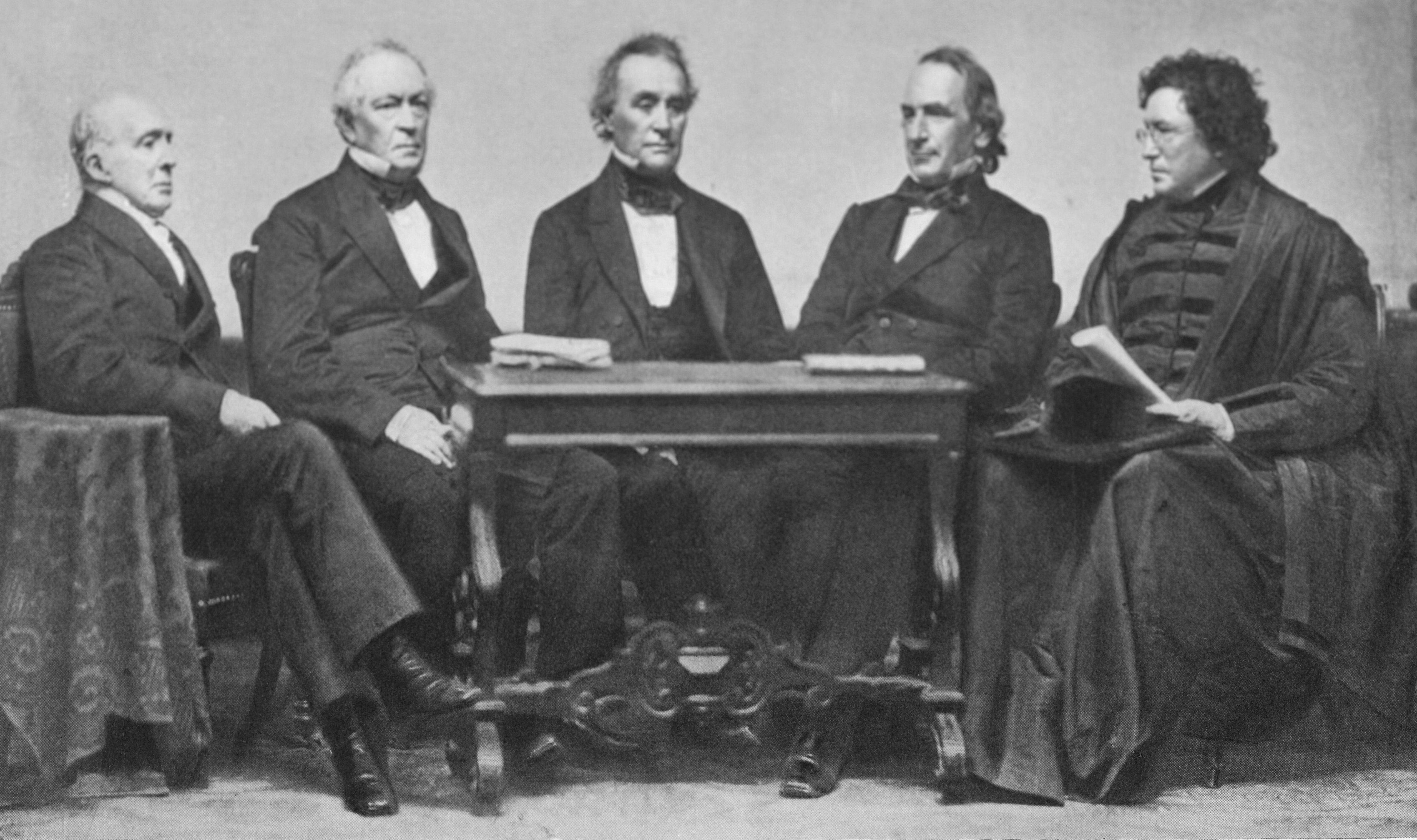
الرؤساء جوشيا كوينسي وإدوارد إيفريت وجارد سباركس وجيمس ووكر وكورنيليوس كونواي فيلتون

ربما كان الغرض من الشركة أن تكون هيئة من المدربين المقيمين في المدرسة، على غرار زملاء كلية أوكسبريدج. ومع ذلك فقد سقطت في وقت مبكر في النموذج الأمريكي المألوف الآن لمجلس الإدارة (هيئة خارجية لا يشارك أعضاؤها في الحياة اليومية للمؤسسة)، وتجتمع بشكل دوري للتشاور مع رئيس الهيئة، (الرئيس تعينه الكلية). تعمل المؤسسة بشكل دائم حيث تقوم بتعيين أعضاء جدد لتملأ الشواغر الخاصة بها عند ظهورها.
خلال تاريخها كانت المؤسسة مكونة من ستة زملاء بالإضافة إلى الرئيس. ولكن بعد الرئاسة الفاشلة للورنس سامرز والتراجع الكبير للمؤسسة في 2008-2009، تم إجراء مراجعة للحكم لمدة عام. في ديسمبر 2010، أعلنت أن تكوين المؤسسة وهيكلها وممارساتها سيتم تغييرها إلى حد كبير: سيزداد عدد الزملاء من 7 إلى 13، مع شروط الخدمة المقررة، وستعمل العديد من اللجان الجديدة على تحسين تكامل المجموعة مع أنشطة الجامعة ككل، وخاصة تخطيطها على المدى الطويل.

## الزملاء الحاليون
يوجد حاليا ثلاثة عشر عضواً في المؤسسة. فيما يلي أسماءهم ووظائفهم ودرجاتهم التي حصلوا عليها من إحدى مدارس جامعة هارفارد.
| اسم                  | الدرجة العلمية                                     | السنة المعينة | ملاحظات                                                  |
| -------------------- | -------------------------------------------------- | ------------- | -------------------------------------------------------- |
| لورانس باكو          | دكتوراه 1978                                       | 2011          | رئيس جامعة هارفارد.                                      |
| جيمس براير           | ماجستير في إدارة الأعمال 1987                      | 2013          | مؤسس والرئيس التنفيذي لشركة براير كابيتال                |
| كينيث الأول          | دكتوراه 1976                                       | 2014          | رئيس مجلس الإدارة والرئيس التنفيذي لشركة أمريكان إكسبريس |
| بول ج. فينيجان       | بكالوريوس آداب 1975، ماجستير في إدارة الأعمال 1982 | 2012          | المدير التنفيذي المشارك لماديسون ديربورن بارتنرز         |
| سوزان ل. جراهام      | بكالوريوس آداب 1964                                | 2011          | أستاذ في جامعة كاليفورنيا، بيركلي                        |
| وليام ف. لي          | بكالوريوس آداب 1972                                | 2010          | شريك الإدارة المشتركة، ويلمر كتلر بيكرينغ هال ودور       |
| كارولين مارتن        | شهادة الدكتوراه 1985 (جامعة ويسكونسن-ماديسون)      | 2018          | رئيس كلية أمهرست                                         |
| جيسيكا توكمان ماثيوز | بكالوريوس آداب 1967                                | 2013          | الرئيس السابق لمؤسسة كارنيغي للسلام الدولي               |
| كارين غوردون ميلز    | بكالوريوس آداب 1975، ماجستير في إدارة الأعمال 1977 | 2014          | المدير السابق لإدارة الأعمال الصغيرة في الولايات المتحدة |
| بيني بريتزكر         | بكالوريوس آداب 1981                                | 2018          | وزير التجارة الأمريكي السابق                             |
| ديفيد روبنشتاين      | دكتوراه 1973، (جامعة شيكاغو)                       | 2017          | الرئيس التنفيذي المشارك، مجموعة كارلايل                  |
| شيرلي تيلغمان        | دكتوراه 2004                                       | 2017          | الرئيس السابق لجامعة برينستون                            |
| تيد ولز              | ماجستير في إدارة الأعمال 1976                      | 2013          | شريك في بول، فايس، ريفكيند، وارتون وجاريسون إل إل بي     |

## روابط خارجية
- رئيس وزملاء كلية هارفارد